# إنغريد داهل
إنغريد داهل هي لاعبة شطرنج نرويجية، ولدت في عام 1964.

## وصلات خارجية
- إنغريد داهل على موقع الاتحاد الدولي للشطرنج (الإنجليزية)
- إنغريد داهل على موقع مباريات الشطرنج (الإنجليزية)
- إنغريد داهل على موقع 365Chess.com (الإنجليزية)
- إنغريد داهل على موقع Chesstempo.com (الإنجليزية)
- إنغريد داهل على موقع اتحاد المراسلات الدولية للشطرنج (الإنجليزية)
- إنغريد داهل سجل أولمبياد الشطرنج للسيدات على موقع OlimpBase.org (الإنجليزية)